# Calamocarro-Benzú
Calamocarro-Benzú este o arie protejată (sit de importanță comunitară — SCI, arie de protecție specială avifaunistică — SPA) din Spania întinsă pe o suprafață de 601,82 ha, integral pe uscat.

## Localizare
Centrul sitului Calamocarro-Benzú este situat la coordonatele 35°54′15″N 5°21′55″W / 35.90414°N 5.365336°V.

## Înființare
Situl Calamocarro-Benzú a fost declarat arie de protecție specială avifaunistică în septembrie 2000.

## Biodiversitate
Situată în ecoregiunea mediteraneană, aria protejată conține 13 habitate naturale: Pajiști carstice calcaroase sau bazofile, de Alysso-Sedion albi, Pante stâncoase calcaroase cu vegetație casmofită, Izvoare petrifiante cu formare de travertin (Cratoneurion), Păduri de Quercus suber, Păduri de pin mediteraneene cu pini mezogeni endemici, Vegetație anuală la limita mareei, Pajiști uscate europene, Galerii de Salix alba și de Populus alba, Faleze cu vegetație de Limonium spp. endemic de pe coastele mediteraneene, Tufărișuri termo-mediteraneene și de pre-deșert, Liziere de ierburi înalte hidrofile de câmpie și de nivel montan până la alpin, Pante stâncoase silicioase cu vegetație casmofită, Galerii și tufărișuri riverane sudice (Nerio-Tamaricetea și Securinegion tinctoriae).
La baza desemnării sitului se află mai multe specii protejate:
- păsări (84): uliu porumbar (Accipiter gentilis), lăcar mare (Acrocephalus arundinaceus), lăcar-de-rogoz (Acrocephalus schoenobaenus), fluierar de munte (Actitis hypoleucos), alca (Alca torda), pescăruș albastru (Alcedo atthis), Alectoris barbara, fâsă-de-câmp (Anthus campestris), fâsă de luncă (Anthus pratensis), Aquila fasciata, stârc cenușiu (Ardea cinerea), stârc roșu (Ardea purpurea), pietruș (Arenaria interpres), Bubulcus ibis, șorecarul comun (Buteo buteo), șorecar mare (Buteo rufinus), ciocârlie-cu-degete-scurte (Calandrella brachydactyla), fugaci de țărm (Calidris alpina), Calonectris diomedea, caprimulg (Caprimulgus europaeus), Caprimulgus ruficollis, Catharacta skua, Certhia brachydactyla, prundăraș de sărătură (Charadrius alexandrinus), barză albă (Ciconia ciconia), barză neagră (Ciconia nigra), șerpar (Circaetus gallicus), erete de stuf (Circus aeruginosus), erete vânăt (Circus cyaneus), erete cenușiu (Circus pygargus), porumbel gulerat (Columba palumbus), dumbrăveancă (Coracias garrulus), prepeliță (Coturnix coturnix), gușă vânătă (Cyanecula svecica), egretă mică (Egretta garzetta), presură de grădină (Emberiza hortulana), Falco biarmicus, șoim de iarnă (Falco columbarius), Falco eleonorae, Falco naumanni, șoim călător (Falco peregrinus), șoimul rândunelelor (Falco subbuteo), vânturel roșu (Falco tinnunculus), papagal de mare (Fratercula arctica), cinteză (Fringilla coelebs), Fringilla montifringilla, Galerida theklae, vulturul pleșuv sur (Gyps fulvus), scoicar (Haematopus ostralegus), acvilă pitică (Hieraaetus pennatus), frunzăriță galbenă (Hippolais icterina), Hydrobates pelagicus, stârc pitic (Ixobrychus minutus), capîntortură (Jynx torquilla), Larus audouinii, pescăruș negricios (Larus fuscus), Larus marinus, pescăruș râzător (Larus ridibundus), ciocârlie de pădure (Lullula arborea), ciocârlie de bărăgan (Melanocorypha calandra), prigoare (Merops apiaster), gaia neagră (Milvus migrans), gaia roșie (Milvus milvus), sula bassana (Morus bassanus), codobatura galbenă (Motacilla flava), muscar sur (Muscicapa striata), vultur egiptean (Neophron percnopterus), Numenius phaeopus, stârc de noapte (Nycticorax nycticorax), pietrar mediteranean (Oenanthe hispanica), pietrar sur (Oenanthe oenanthe), ciuf-pitic (Otus scops), viespar (Pernis apivorus), codroșul de pădure (Phoenicurus phoenicurus), Porphyrio porphyrio porphyrio, mărăcinar (Saxicola rubetra), mărăcinar negru (Saxicola torquatus), turturică (Streptopelia turtur), silvie roșcată (Sylvia cantillans), Sylvia conspicillata, silvie de tufiș (Sylvia undata), chiră de mare (Thalasseus sandvicensis), pănțărușul (Troglodytes troglodytes), pupăză (Upupa epops)
- mamifere (7): liliac cu aripi lungi (Miniopterus schreibersii), liliac cu urechi de șoarece (Myotis blythii), liliac cu picioare lungi (Myotis capaccinii), liliacul mediteranean cu potcoavă (Rhinolophus euryale), liliacul mare cu potcoavă (Rhinolophus ferrumequinum), liliacul mic cu potcoavă (Rhinolophus hipposideros), liliacul cu potcoavă a lui méhely (Rhinolophus mehelyi)
- nevertebrate (1): croitorul mare al stejarului (Cerambyx cerdo)
- reptile (2): Mauremys leprosa, Testudo graeca

Pe lângă speciile protejate, pe teritoriul sitului au mai fost identificate 49 de specii de plante, 64 de specii de păsări, 5 specii de amfibieni, 19 specii de mamifere, 61 de specii de nevertebrate, 16 specii de reptile.